# Turó d'Espinassors
El Turó d'Espinassors és una muntanya de 901 metres que es troba al municipi de Sant Martí de Llémena, a la comarca catalana del Gironès.